# Agelasta latefasciata
Agelasta latefasciata là một loài bọ cánh cứng trong họ Cerambycidae.